# مصنع الجعة في ولاية بافاريا ويهنستيفان
مصنع الجعة في ولاية بافاريا ويهنستيفان ( Bayerische Staatsbrauerei Weihenstephan) هو مصنع جعة ألماني مملوك لولاية بافاريا الحرة ويقع في موقع دير ويهنستيفان السابق في فريسينج ، بافاريا . في عام 2014، بلغ إجمالي الإنتاج 403,039 هكتولتر (343,457 برميل أمريكي). يعلن مصنع الجعة عن نفسه على أنه "أقدم مصنع جعة في العالم" على الرغم من أن هذا لا يمكن الدفاع عنه تاريخيًا.

## الجوائز
- 2016: الميدالية الذهبية في كأس العالم للبيرة ، في فئة Hefeweizen على الطراز الألماني الجنوبي، لـ Weihenstephaner Hefeweißbier .
- 2016: الميدالية الفضية في كأس العالم للبيرة ، في فئة بيرة القمح على الطريقة الألمانية، لـ Weihenstephaner Kristallweißbier .[3]

## أنظر أيضاً
- قائمة أقدم الشركات